# Fisソリューションズ
株式会社FISソリューションズ（エフアイエスソリューションズ）は、東京都千代田区に本社を置く、中小企業に対し、ビジネスフォンその他のOA機器の販売および保守、通信サービスの取り次ぎを行う企業。代表者は山口勝宏。株式会社フォーバルテレコムの100%子会社。

## 沿革
- 2007年1月　ポパイコンサルティングサービス株式会社通信コンサルティング事業部として設立
- 2007年10月　事業譲渡により株式会社FISソリューションズ通信コンサルティング事業部として業務開始
- 2011年2月　分社化により新会社「FISソリューションズ」を設立
（旧会社は社名を「保険ステーション」に変更）
- 2011年9月　事業譲渡を受けアイティマーケット事業開始

## 会社概要
- 本店所在地　東京都千代田区神田錦町３丁目２６番地
- 設立　2011年2月　（創業2007年1月）
- 資本金　2,500万円
- 親会社　株式会社フォーバルテレコム
- 代表者　山口勝宏